# Chikkasiddavvanahalli, Hiriyur
Chikkasiddavvanahalli là một làng thuộc tehsil Hiriyur, huyện Chitradurga, bang Karnataka, Ấn Độ.